# Saint-Aignan-le-Jaillard
Saint-Aignan-le-Jaillard ist eine französische Gemeinde mit 602 Einwohnern (Stand: 1. Januar 2022) im Département Loiret in der Region Centre-Val de Loire. Die Gemeinde gehört zum Arrondissement Orléans und ist Teil des Kantons Sully-sur-Loire. Die Einwohner werden Saint-Aignanais genannt.

## Geographie
Saint-Aignan-le-Jaillard liegt etwa 43 Kilometer ostsüdöstlich von Orléans in der Sologne an der Loire. Umgeben wird Saint-Aignan-le-Jaillard von den Nachbargemeinden Ouzouer-sur-Loire im Norden und Nordosten, Lion-en-Sullias im Osten, Saint-Florent im Süden und Südosten, Villemurlin im Südwesten sowie Sully-sur-Loire im Westen.

## Bevölkerungsentwicklung
| 1962                       | 1968 | 1975 | 1982 | 1990 | 1999 | 2006 | 2018 |
| -------------------------- | ---- | ---- | ---- | ---- | ---- | ---- | ---- |
| 431                        | 456  | 549  | 590  | 576  | 562  | 558  | 607  |
| Quellen: Cassini und INSEE |      |      |      |      |      |      |      |

## Sehenswürdigkeiten
- Kirche Saint-Aignan aus dem 11. Jahrhundert
- Priorat Les Clunisiens aus dem 11. Jahrhundert
- Mühle von Les Agots aus dem 19. Jahrhundert